# Евлах
Евла́х (азерб. Yevlax) — город в Азербайджане. Административный центр Евлахского района. Расположен на реке Кура. Крупный транспортный узел железнодорожных (на линии Баку — Тбилиси, ответвления на Ханкенди и Балакен) и автомобильных дорог.

## Топонимика
Название «Евлах» происходит от древнетюркского, что означает «заболоченная местность». 
Из ранних источников упоминается у армянского историка Степаноса Орбеляна в форме Еулахай (арм. Եւլախայ).

## История
Город возник в XII веке на заболоченной территории.
В официальных документах и источниках, относящихся к началу XX века, упоминается деревня Евлах, входившая в состав Елизаветпольской губернии. 
В 1920 году деревня Евлах входила в состав Джеванширского уезда.

### Период Азербайджанской ССР
Решением ЦИК Азербайджанской ССР 20 февраля 1935 года был образован Евлахский район.
1 февраля 1939 года на основе решения Верховного Совета Азербайджанской ССР в Евлахе был образован Городской Совет, и ему был дан статус города.
26 декабря 1962 года решением Х сессии Верховного Совета Азербайджанской ССР Евлахский район был ликвидирован. Его территория вошла в состав Агдашского, Бардинского и Гасым-Исмаиловского районов. Евлах превратился в один из промышленных городов республики.
Указом президиума Верховного Совета Азербайджанской ССР от 6 августа 1965 года город Евлах стал городом республиканского подчинения. После июльского пленума ЦК КП Азербайджана в 1969 году в Евлахе постепенно начали строиться крупные промышленные объекты. Город превращается в один из промышленных центров республики.
В 1970-80-е годы в Евлахе начали действовать заводы по переработке хлопка, 2 железобетонных завода, заводы по ремонту тракторов, производственный комбинат «Карабах», комбинаты производства зерновой продукции, промышленные комбинаты, крупные транспортные и строительные учреждения.
Были построены и сданы в эксплуатацию железнодорожные линии Евлах — Ханкенди, Евлах — Балакен, Евлахский аэропорт, средняя комплексная школа деревни Халдан, получившая славу и за пределами республики, шахматная школа, детская юношеская спортивная школа, 19 средних школ на 10 535 мест, 15 детских садов, больница, культурно-просветительные учреждения, многоэтажные жилые здания.
В 1978 году в эксплуатацию введена Евлахская фабрика по первичной переработке шерсти, являющаяся самым крупным промышленным учреждением в Закавказье. За счёт деятельности этой фабрики по объёму произведенной продукции Евлах превратился в один из передовых крупных промышленных городов республики.
В 2025 году является одним из городов — мест проведения III Игр стран СНГ.

## Общие сведения
Почти все ведущие банки Азербайджана имеют в городе филиал.
Развита коммуникационная система. В городе имеется региональное телевидение «ARB Aran».

## Климат
| Показатель                    | Янв. | Фев. | Март | Апр. | Май  | Июнь | Июль | Авг. | Сен. | Окт. | Нояб. | Дек. | Год  |
| ----------------------------- | ---- | ---- | ---- | ---- | ---- | ---- | ---- | ---- | ---- | ---- | ----- | ---- | ---- |
| Средний суточный максимум, °C | 7,2  | 8,7  | 13,1 | 21,5 | 26,4 | 30,2 | 34,3 | 32,9 | 28,7 | 21,4 | 14,4  | 9,5  | 20,6 |
| Средняя температура, °C       | 2,0  | 3,2  | 7,3  | 14,4 | 19,9 | 24,4 | 27,8 | 26,4 | 22,3 | 15,1 | 9,3   | 4,5  | 14,7 |
| Средний суточный минимум, °C  | −1,5 | 0,0  | 4,1  | 9,1  | 14,1 | 18,5 | 21,6 | 20,4 | 16,8 | 10,9 | 5,5   | 0,9  | 10,0 |
| Норма осадков, мм             | 16   | 20   | 22   | 34   | 47   | 45   | 22   | 22   | 17   | 49   | 25    | 20   | 339  |
| Источник: World Climate       |      |      |      |      |      |      |      |      |      |      |       |      |      |

## Население
| Год                     | 1926 | 1970 | 1989 | 1991 | 2003 | 2006 | 2010 |
| Население, тыс. жителей | 1,2  | 29   | 45,7 | 47,3 | 53,3 | 54,2 | 64,5 |

Население на 2023 год — 71 962 чел.
На 1 января 2024 года в городе проживало 65 046 чел. Из них 31 062 мужчин (47,8 %), 33 984 женщин (52,2 %). 

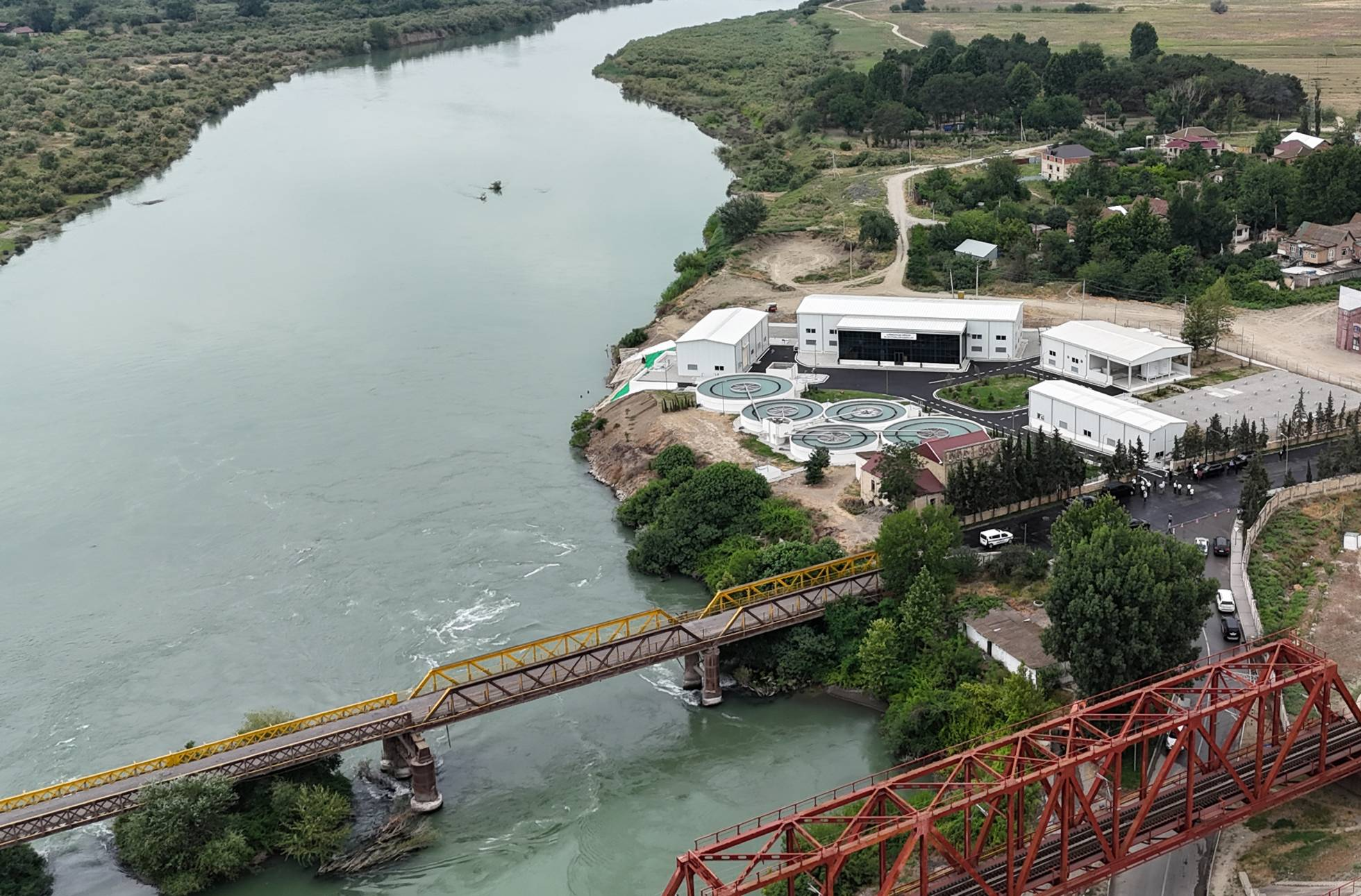
Река Кура Участок около г. Евлах Июнь 2025

## Экономика
В городе расположены предприятия лёгкой и пищевой промышленности.
В период Азербайджанской ССР в городе были открыты крупные хлопкоочистительный завод (1926) , молочный завод, элеватор и комбикормовый завод.
На данный период в городе действуют кожеперерабатывающий завод «Gilan», текстильная фабрика, кирпичный завод, хлопкоочистительный завод. 

## Инфраструктура
Через Евлах проходит автомобильная дорога  Баку — Алят — Газах — государственная граница с Грузией.

### Водоснабжение
Система питьевого водоснабжения и канализации города создана в 1950-х — 1960-х годах. Источниками водоснабжения являются 15 субартезианских скважин и река Кура.
От скважин к городу проложены 2 магистральных водопровода протяжённостью 27 км.
Водопроводная сеть города составляет 191 км.
С целью обеспечения питьевой водой на берегу реки Кура построена очистная установка производительностью 20 000 м3/сутки. Построена сеть водоснабжения протяженностью 86 километров. К ней подключены 4 230 домов.

## Культура
В городе расположены народный театр имени Башира Сафароглы, этнографический музей, центр имени Гейдара Алиева, мечеть.

## Транспорт
В городе Евлах имеется железнодорожный вокзал. В 2018 году на железнодорожной станции города была сооружена новая платформа для скоростных поездов марки  "Stadler". Скоростные поезда по линии Баку-Тбилиси-Карс проходят через эту станцию.

## Города-побратимы
- Мюлуз, Франция[15]
- Александрия, Египет

## Спорт
В Евлахе расположен компактный футбольный стадион, вмещающий 5000 человек, в котором выступает футбольный клуб «Карван».